# Els Claessens
Els Claessens is een Belgische burgerlijk ingenieur-architect. Sinds 1997 heeft ze samen met Tania Vandenbussche het architectenbureau ectv in Brussel en Gent.

## Opleiding
Els Claessens begon haar opleiding als burgerlijk ingenieur-architect aan de KU Leuven in 1985. Voor haar masterthesis schreef Claessens over de ruimte in de villa’s van Andrea Palladio. Hiervoor bracht ze tijd door in het Andrea Palladio International Center for Architectural Studies (CISA), een onderzoeksinstituut in Vicenza (Italië) dat zich toelegt op de geschiedenis van de architectuur. Ze studeerde af in 1990. Vijf jaar later behaalde ze de opleiding Master in conservation of historic towns and buildings aan het Raymond Lemaire Internationaal Centrum voor Conservatie (RLICC) van de KU Leuven. Van 1991 tot 1993 liep Els Claessens stage bij Poponcini en Lootens in Antwerpen alsook bij Marie-José van Hee in Gent.

## Professionele carrière
In 1995 werd Els Claessens medewerker bij Paul Robbrecht en Hilde Daem in Gent waar ze 8 jaar in dienst bleef. Twee jaar later werd Claessens ook een wetenschappelijk medewerker aan de KU Leuven bij het FWO onderzoeksproject Monumentenzorg Moderne Architectuur. Verder startte ze in 1995 haar samenwerking met Tania Vandenbussche.
Els Claessens en Tania Vandenbussche leerden elkaar leren kennen toen ze beiden stages liepen bij Marie-José van Hee Architecten en Robbrecht en Daem Architecten. Ze richten in 1997 samen het architectenbureau ectv op, met zowel een kantoor in Gent als in Brussel. Met ectv werkt Claessens aan verschillende opdrachten die gaan van kleine strategische ingrepen tot private en publieke gebouwen. In deze gebouwen hanteert ectv steeds een zekere aandacht voor duurzaamheid.
Van 1998 tot 2006 werkt Claessens ook als secretaris bij het International Specialist Committee on Technology van DOCMOMO (DOcumentation and COnservation of buildings, sites and neighbourhoods of the MOdern Movement).
Vanaf 2003 begon l Claessens ook te werken als praktijkassistent bij het departement architectuur, stedenbouw en ruimtelijke ordening aan de KU Leuven. Hierna bleef ze in datzelfde departement als gastdocent in dienst.
Vanaf 2014 is Els Claessens ook lid van de kwaliteitskamer WinVorm, een commissie die gratis advies geeft aan publieke West-Vlaamse projecten.

## Belangrijke werken
Enkele projecten van ectv:
- 2017: Nielderhoff masterplan, bibliotheek en sociale woningen, Niel[5]
- 2015: Cohousing Jean, Sint-Amandsberg
- 2013-2018: Bestuurs- en dienstencentrum, Sint-Gillis-Waas[6]
- 2004-2009: Bedieningsgebouw containerpark, Jabbeke

## Onderscheidingen
Prijzen die Els Claessens met haar architectuurbureau ectv won:
- 2002: Selectie voor de Provinciale prijs voor architectuur, categorie woningbouw; Project: Woning te Grimbergen.
- 2011: Premie van de vierjaarlijkse prijs voor Architectuur van de Provincie West-Vlaanderen; Project: Woning te Jabbeke.
- 2011: Premie van de vierjaarlijkse Prijs voor Architectuur van de Provincie West-Vlaanderen; Project: Lokalen jeugdbewegingen te Blankenberge.
- 2011: Selectie Belgische prijs voor Architectuur & energie 2011, categorie niet-residentieel publiek; Project: Bedieningsgebouw containerpark te Jabbeke.
- 2011: Belgische prijs voor Architectuur & energie, categorie niet-residentieel publiek; Project: Lokalen jeugdbewegingen te Blankenberge.